# Ofensiva talibán en Afganistán de 2013
La Ofensiva talibán de Primavera "Jalid bin Waleed" (denominada así en honor al principal comandante de las tropas musulmanas del siglo VII) es una ofensiva llevada a cabo por los talibanes en contra de las fuerzas de ocupación de la OTAN-ISAF declarada y llevada a cabo desde el 28 de abril del año 2013.
Los talibanes anunciaron el comienzo inminente de su "ofensiva de primavera" contra el poder político afgano, las fuerzas de la OTAN y sus "centros diplomáticos", utilizando kamikazes y agentes "infiltrados", según un comunicado difundido este sábado. Un portavoz del ministerio de Defensa, Dawlat Waziri, declaró a la AFP que los talibanes anuncian la misma ofensiva al comienzo de cada primavera (boreal).

## Hechos
La ofensiva comenzó el 28 de abril con la caída de un helicóptero en Kandahar, que dejó un saldo de 4 tripulantes estadounidenses muertos. Continuó el 30 de abril con hechos que se cobraron la vida de tres soldados británicos debido a un artefacto explosivo improvisado en la provincia de Helmand y de un estadounidense en Ghazni; posteriormente a primeros de mayo cinco soldados norteamericanos perdieron la vida debido a la misma causa en la provincia sureña de Kandahar y otros dos miembros de la coalición de la misma nacionalidad murieron debido a un ataque de un talibán infiltrado que entró de las filas ocupantes. El tiroteo se produjo en el distrito de Balabolok, en la provincia de Farah, fronteriza con Irán.
Además ocho policías afganos murieron el 28 de abril en la explosión de una bomba en la provincia de Logar, cerca de Kabul y otros 5 perecieron en el asalto a un puesto de control en Bagdhis.
Un mediador de paz afgano situado en la provincia de Helmand perdió la vida el miércoles 1 de mayo junto con dos guardaespaldas de la policía en la explosión de una bomba.
El 7 de mayo un artefacto explosivo mató a 4 policías afganos cerca de la capital provincial de Ghazni y un alto mando de la misma fuerza pereció en otro ataque ocurrido en la norteña Kunduz.
El 13 de mayo tres soldados georgianos que prestaban servicio en la fuerza de coalición internacional murieron en un ataque suicida perpetrado en Musa Qala en la provincia de Helmand. El mismo día la explosión de una bomba colocada en una carretera de la provincia de Kandahar, mató a 10 civiles afganos.
El 14 de mayo cuatro soldados estadounidenses fallecieron debido otro artefacto explosivo improvisado que estalló en el sur de Afganistán, en Kandahar, en el distrito de Zhari.
Entre el 1 y el 15 de mayo, confirmadamente habían perecido 21 soldados aliados, la mayor parte estadounidenses (16 efectivos).
El 17 de mayo dos coches bomba estallaron en la sureña ciudad de Kandahar matando a 6 civiles y 3 policías afganos; más de 60 personas quedaron heridas. En Farah al oeste del país fue asesinado por sicarios en moto, un jefe de la policía local. Al día siguiente 18 de mayo un Artefacto Explosivo Improvisado (IED) estalló al paso de una patrulla en el distrito de Dand Wa Patan, provincia de Paktia,
matando a 3 miembros de la Policía Fronteriza afgana. Un ataque similar se cobró la vida de 4 soldados afganos en el distrito de Bakwa, Provincia de Farah. La sangrienta jornada, continuo con 2 ataques más en la ciudad de Khost y en el distrito de Yahya Khel, en Paktika, que se cobraron las vidas de otro uniformado y 1 civil.
El 19 de mayo los talibanes llevaron a cabo dos ataques casi simultáneos provocando la muerte a seis policías en la provincia de Ghazni, mientras que en la provincia de Nangarhar (este), cuatro policías encargados de vigilar la frontera con Pakistán perecieron al explotar una bomba artesanal, al paso de su vehículo.
El 20 de mayo un suicida se inmolo en la ciudad de Pul-e-Khumri, capital de la norteña provincia de Baghlan, matando a 14 personas, una de ellas Mohamed Rasul Mohsini, responsable de la administración provincial, y a 5 de sus escoltas de la policía afgana. Once personas quedaron heridas.
Así mismo violentos combates se desencadenaron en el distrito de Sangin, en la provincia de Helmand, cuando cientos de militantes atacaron los edificios gubernamentales de la ciudad. Cuatro policías y al menos una veintena de rebeldes cayeron en los duros enfrentamientos, que se prolongaron por un día.
El 21 de mayo, 7 miembros de la policía afgana murieron por la explosión de una bomba de fabricación casera cuando se dirigían hacia una central hidroeléctrica en construcción en el distrito de Obe, en la provincia de Herat.
Ese mismo día 4 policías y 23 milicianos, entre combatientes pakistaníes y chechenos murieron debido a enfrentamientos entre ellos.
En total 34 personas fallecieron entre militares policías y militantes talibanes.
El 22 de mayo un suicida se inmolo en un mercado de la provincia de Ghazni, en el centro de Afganistán, matando a 4 milicianos pro-gubernamentales y 3 civiles. Catorce personas quedaron heridas.
El 24 de mayo los talibanes lanzaron una ofensiva en Kabul atacando varios edificios gubernamentales entre ellos una casa de huéspedes que se ocupa del asunto de las Migraciones. Una mujer italiana que trabaja para la organización fue gravemente herida además de 8 civiles. Tres guardias nepalíes resultaron heridos, de los cuales uno murió. Además murieron 8 talibanes que intentaban colocar en una mezquita en el distrito de Andar.
Las instalaciones de esta organización, así como las del Departamento de la Fuerza de Protección Pública, eran el objetivo de este atentado.
Un policía afgano también murió al igual que cinco de los insurgentes. El atentado fue condenado por las Naciones Unidas.
En un ataque a un puesto de Ghazni el 25 de mayo, entre 30 y 40 insurgentes talibanes atacaron en una ofensiva a un puesto policial, se enfrentaron con la policía y los ejércitos afganos e internacionales 21 insurgentes murieron y 17 resultaron heridos. También murieron el comandante de la policía local contando en total 5 policías fallecidos, y un soldado de la OTAN, probablemente estadounidense, está entre los heridos, además de provocarle la muerte a 3 civiles y herirles a otros 4.
El 26 de mayo un soldado de la OTAN murió en un ataque insurgente en el este del país donde suelen estar con frecuente presencia las tropas estadounidenses. El 27 de mayo un grupo armado alcanzó un convoy italiano en la provincia de Farah, donde no hubo ningún muerto militar (según los talibanes 5 soldados italianos muertos).
Además un ataque con explosivos ocurrió cuando el gobernador del distrito de Darzab asistía a un cortejo fúnebre en Kabul, Rahmatullah Hashar el cual fue herido al igual que civiles y policías.
El 29 de mayo seis insurgentes talibanes y un policía murieron en un ataque contra la sede del gobernador de la provincia de Panchir, una de las regiones consideradas como las más estables de Afganistán. Más tarde el mismo día, 2 hombres armados atacaron en las oficinas del Comité internacional de la Cruz Roja (CICR) en la ciudad de Jalalabad.
El mes de mayo terminó así con 271 policías afganos muertos en ataques insurgentes; contando las bajas del ejército y la policía local la cifra de asesinados llegó a 400.
El 1 de junio, tres soldados y un contratista civil de las fuerzas de coalición dirigidas por la OTAN murieron en dos incidentes por separado en el este y sur de Afganistán. Los dos primeros (militar y civil) mediante un ataque directo talibán y el segundo (militar) mediante el estallido de un artefacto improvisado, un tercer militar murió al sur del país debido también a la explosión de un artefacto explosivo.
Por otra parte, dos de los guardias han muerto tiroteados en Sra Qala, cinco milicianos insurgentes murieron en la provincia de Kunduz (norte) en un ataque contra un control de la Policía en Hayi Amanulá perpetrado en la noche del 31 de mayo, según talibanes también murieron 5 policías.
El 2 de junio al menos cuatro policías afganos y 13 insurgentes murieron en un ataque talibán contra un puesto de control en la provincia de Nuristán, en el este de Afganistán, informó una fuente policial, además resultaron heridos otros cuatro agentes y 24 talibanes.
El 3 de junio un coche bomba causó la muerte de diez niños, un policía y dos soldados de la OTAN frente a un colegio en la provincia de Paktika, en el este de Afganistán. En el atentado han resultado también heridas 18 personas.
El 6 de junio de 2013 un camión con explosivos detono en una de sus bases matando a 7 soldados georgianos y dejando heridos a 9.
El 8 de junio de 2013 cuatro soldados de la OTAN murieron en dos ataques diferentes. En uno un uniformado afgano mató a 3 soldados estadounidenses e hirió a otros 3 en una base adelantada de Zarghun Shahr, en la región de Paktika, en el sureste del país. Mientras que en el otro ataque un insurgente mató a un soldado italiano con una granada e hirió a otro de la misma nacionalidad, estos se transportaban en un vehículo de la OTAN.
El 10 de junio talibanes atacaron el aeropuerto de Kabul y una oficina de gobierno en el sur de Afganistán, causando la muerte de 13 milicianos (insurgentes) y tres policías. Además en Kalat un atacante suicida detonó una bomba en la entrada del edificio de gobierno regional, capital de la provincia sureña de Zabul. Al mismo tiempo, cinco hombres armados entraron en la oficina del gobernador y mataron a tres policías e hirieron a otros tres antes de ser abatidos.
Al día siguiente un atacante suicida detonó una bomba frente al edificio de la Corte Suprema de la capital afgana, matando por lo menos a 17 personas e hiriendo a 39; este ataque fue el más mortífero en Kabul desde el 6 de diciembre del 2011, cuando un agresor suicida llegó a pie a un santuario chií y detonó una bomba, matando al menos a 80 personas.
El 18 de junio y debido a las negociaciones con talibanes en una ofensiva talibán con cohetes fallecieron 4 soldados estadounidenses y otros 6 fueron heridos en la base aérea de Bagram (en las afueras de Kabul).
El 2 de agosto un grupo de talibanes emboscó a un convoy policial que transportaba a un político local y se enfrentaron contra policías durante 5 horas en el distrito de Sherzad, en la provincia de Nangarhar. El saldo fue de más de 20 policías muertos y 70 talibanes fallecidos.
El 19 de agosto unos 200 talibanes llevaron a cabo un ataque contra un convoy policial afgano resultando un total de 12 policías muertos y 22 heridos y por el lado talibán una cifra de 70 muertos. El ataque talibán tuvo lugar ayer en el distrito de Bakwa y en él también fueron destruidos cinco vehículos policiales.
El 28 de agosto de 2013 en un ataque talibán contra una base de la OTAN en Ghazni, la ofensiva talibán se cobró el saldo de 29 personas muertas, entre ellas 15 talibanes murieron además de 1 soldado estadounidense, 4 policías afganos y 10 civiles. Por el lado de los heridos en total 62, 10 fueron soldados polacos y 24 mujeres y niños de colegio. En otro ataque, 15 policías afganos murieron, 10 resultaron heridos y varios talibanes resultaron víctimas fatales, al norte del país.
El 2 de septiembre de 2013 fuerzas talibanes atacaron una base estadounidense en la zona de Torkham, provincia de Nangarhar cerca de la frontera con Pakistán, en el incidente no se reportaron muertos por el lado de la coalición OTAN-ISAF ni heridos pero se reportaron vehículos incendiados, la carretera entre la ciudad de Jalalabad y Torkham tuvo que ser cerrada. Por el lado talibán los atacantes fueron abatidos.

### Ataque al palacio presidencial en Kabul
El 24 de junio Un grupo armado de talibanes abrió fuego este martes en la entrada del palacio presidencial de Kabul localizado en Shash Dark, distrito de Kabul, cerca de la embajada de Estados Unidos en Afganistán, el ministerio de defensa afgano, la sede de la Agencia Central de Inteligencia (CIA) y de los cuarteles generales de la Fuerza Internacional de Asistencia para la Seguridad (ISAF, por sus siglas en inglés)., en esta confrontación se escucharon explosiones y pequeñas detonaciones de arma de fuego. Se logró abatir a todos los atacantes, 8 muertos en total mientras que en las fuerzas de seguridad afganas se contó un saldo de 3 muertos y 1 herido.

### Ataque al consulado estadounidense en Herat
El 13 de septiembre un grupo de talibanes lanzó una ofensiva sobre el consulado estadounidense en Herat. El ataque fue lanzado en la madrugada por un grupo de hombres armados que hizo estallar un camión ante la entrada principal del edificio, luego de la explosión hubo disparos que causaron la muerte de todos los atacantes, 5 en total, mas la muerte de dos guardias de seguridad y un civil afgano, por parte de heridos se registraron 18, entre ellos 4 agentes de seguridad.

## Datos
Hasta el 29 de octubre de 2013 los militantes han conducido más de 6.600 ataques, entre ellos 1.700 fueron atentados directos e indirectos, 50 actos suicidas, 2.000 asaltos armados y 1.180 con explosivos, así como 9.000 emboscadas, todos en 30 provincias del país principalmente en las provincias de Logar, Ghazni, Maidan, Wardak, Kabul, Paktika, Faryab, Farah, Helmand, Zabul y Badakhshan.